# 乔恩·宝临
乔恩·宝临（英語：Jonathan K Paulien；1949年—）是基督复临安息日会的神学家，也是全球神学家中有关于约翰著作（约翰福音、约翰一书、约翰二书、约翰三书、启示录）的权威。他曾经是安德烈大学新约教授。至今，他是罗马琳达大学神学院院长。也是当今复临宗启示录及其他启示文学的领袖人物。

## 简历
乔恩·宝临牧师最早从大西洋联合学院取得学士学位，稍后在安得烈大学拿到神学硕士及博士学位。他的博士论文，解码启示录的号角：文学典故和启示录8:7-12释义完成于1987年。在他得到他的博士学位之前，他在纽约一所教会作为牧师服侍了数年。他的研究主要放在约翰著作（主要侧重于约翰福音、书信和启示录）。
20年来乔恩·宝临牧师在基督复临安息日会安德烈大学教授新约神学。2007年初，他成为罗马琳达大学神学院院长，2007年中他一直兼职完成在安德烈大学的教授工作。撒母耳·巴乔奇Samuele Bacchiocchi 形容他为“领导圣经预言的权威。”
他的著作从西方世界的当今文化中发掘基督教的现实意义和重要性。并且以一个基督徒的观点站在后现代的主义中思考积极的方面。他还参与了基督教和伊斯兰教之间的对话。
他和他的妻子帕梅拉Pamella 有三个孩子。他们的名字是塔米Tammy，约珥Joel，金佰利Kimberly，其中长女与她的丈夫是在威斯康星州的密尔沃基生活。

## 著作
截至2008年，他撰写了19本书和超过100篇文章，论文和其他出版物。
- 2008. Everlasting Gospel, Ever-Changing World
- 2004. The Deep Things of God: An Insider's Guide to the Book of Revelation
- 2003. John: The Beloved Gospel
- 2002. The Day That Changed the World: Seeking God After September 11
- 2001. Everyday Faith: How to Have an Authentic Relationship With God in the Real World
- 1999. The Millennium Bug: Is This the End of the World As We Know It
- 1995. John: Jesus Gives Life to a New Generation (The Abundant life Bible amplifier) with George R. Knight
- 1994. End Time (full title (As speculation builds, let's keep our eyes focused on) What the Bible says about the end-time)
- 1993. Present Truth in the Real World: The Adventist Struggle to Keep and Share Faith in a Secular Society

### 中文译著
- 2011《上帝深奧隱秘的事》時兆出版社
- 2011《現實世界中的當代真理》時兆出版社
- 2010《拔摩海岛上的福音》时兆出版社 劉憶译
- 2009《哈米及多顿之谜》时兆出版社 柯以琳译
- 2003《蒙爱的福音》时兆出版社